# سوگورو آواجی
سوگورو آواجی (انگلیسی: Suguru Awaji؛ زادهٔ ۲۶ ژوئیهٔ ۱۹۸۹) شمشیرباز اهل ژاپن است.